# Традиционална кинеска медицина
Традиционална кинеска медицина (ТКМ) (енгл. Traditional Chinese medicine) (кин: 中医, pinyin: zhōng yī) је појам који служи да означи традиционални облике лечења у Кини. Овај термин се примењује однедавно, у Кини и другим земљама света да би се њиме означили специфични начини лечења који се примењују у дугој историји кинеске медицине старој преко 5.000 година. Према писању познатог медицинског часописа Ланцет, последњих година дошло је до глобализације примене традиционалне кинеске медицине у свету.
Иако традиционалну кинеску медицину као древни медицински систем са јединственом културном позадином, у данашње време све више западних земаља због терапијске ефикасности прихвата, њена  сигурност и јасни фармаколошки механизми деловања још увек нису сигурни. Један од главних разлог за забринутост вероватно је интеракција са прописаним лековима, посебно оних који делују на централни нервни систем  и кардиоваскуларна стањима, јер су утврђене интеракције лекова раније пријављене данас применљивије у Кини него у Европи.
Како се ТКМ широко користи од стране пацијената широм света, побољшана фармаковигиланца и фармакоепидемиологија мора у будућности дати драгоцене безбедносне информације релевантне за клиничку употребу ТКМ. У том смислу због потенцијалне масовне примене ТКМ-а у здравству, неопходно је изградити систем научне евалуације са битним карактеристикама ТКМ и одредити разлику у односу на стандард западне медицине.
Потражња за традиционалним лековима у Кини је главни генератор илегалног кријумчарења дивљих животиња, повезаног са убијањем и кријумчарењем угрожених животиња. Кинеске власти су се укључиле у покушаје сузбијања илегалног кријумчарења дивљих животиња везаних за ТКМ.

## Дефиниције
Појмовно древна кинеска медицина се данас означава као:
Традиционална кинеска медицина (ТКМ)  - облик лечења који се практично примењује однедавно и служи да означи специфичне начине лечења који су се примењивали у дугој историји кинеске медицине и која се у другој половини 20. века карактерише глобализацијом у целом свету.
Класично кинеско лечење (ККЛ) - које се обично односи на оне облике медицинске праксе који се ослањају на теорију и методе лечења које датирају од пре пада династије Ћинг (1911).
Модерна Традиционална кинеска медицина - које је систематизована 1950. у оквиру Народне Републике Кине и Мао Цедунга. Пре тога, кинеске медицине је углавном примењивала у оквиру породице или одређених заједница.

## Историја
Кинеске медицина је једна од најстаријих грана у историји медицине настала на простору Кине и већег дела Азије. Она у себи обједињава више различитих модалитета; савременог и традиционалног начина лечења. Она је спој заједничке примене бројних техника и теоријских поставки које своје корене имају у древној кинеској филозофији (таоизму), чије основне поставке веровања датирају од пре више од 5.000 година. У култури древне Кине ништа се није толико ценило као образовање и рад. И најсиромашнији кинез који је изучио принципе кинеске филозофије, земљорадње, традиционалне медицине могао је добити највише место у држави, што је погодовало развоју дугогодишњих научних традиција у Кини које су стално обогаћиване новим сазнањима.
Прва забележена примена Традиционалне кинеске медицине датира од пре више од 2.000 година и најчешће се нераскидиво преплиће са принципима Јинјангизма, који је представљен први пут од Цоу Јена (305 - 240. п. н. е.), кинеског филозофа оснивача школе Јин-Јанга, на чијем учењу се до данас Традиционална кинеска медицина већим делом ослања.
Базична теорија кинеске медицине покушава да да тумачење; промена у природним животним циклусима и промена у болестима. Она у медицинском погледу укључује већи број теорија о начину ангажовања човекова енергије, човекових унутрашњих органа и унутрашњих канал у организму. Она такође истражује дијалектику, тумачи зашто болест настаје, како да се болест дијагностикује и спречи и коначно, како да се сачува здравље.
Теорија Јин и Јанг изводи порекло из древне филозофске концепције. После посматрања чудних појава, како у природи (космосу) тако и у организму човека, древни Кинези су груписали све конфликтне идеје у »Јин и Јанг«. Они су ову концепцију користили да тумаче како су се ствари мењале.
 „Кинеска медицина помоћу теорије »Јин и Јанг« показује компликоване односе међу разним стварима, као што су односи различитих делова човековог тела, односи између човека и природе или друштва. Верује се да је релативни баланс »Јин и Јанг« основа да човеково тело одржава нормалне активности. Ако такав баланс буде поремећен, човек се разболи.“
Четрдесетих и педесетих година 20. века, кинеска влада је предузела низ мере да обједини примену различитих облика кинеске медицине у јединствен систем који је требало да буде званично дефинисан као Традиционална кинеска медицина. Намера кинеске владе је био да се изврши интеграција услуга које пружају традиционални терапеути у земљи (јако велики број људи) у јединствени организациони здравствени систем Кине намењен за пружање здравствених услуга становницима најмногољудније земље света. Овакав начин организације здравствене заштите био је намењен великом броју људи, који би се истовремено лечили применом традиционалних и вековима познатих јефтиних метода и савремених метода лечења.
Зато Традиционална кинеска медицина и западна медицина постоје и раде раме уз раме у модерној Кини, али и у још неким земљама Азије. Захваљујући оваквом размишљању Кина је релативно више напредовала у односу на западне земље у коришћењу концепт „интегрисане медицине." Традиционална кинеска медицина је значајно укључена у лечењу и планирању услуга кинеског здравства - укључујући ту и доминантне болести данашњице као што су рак и болести срца.
Према подацима Светске здравствене организације (СЗО), Традиционална кинеска медицина је у потпуности интегрисана у кинески здравствени систем и око 95% кинеских болница примењује у пракси Традиционалну кинеску медицину. Као пример ове интеграције (СЗО) наводи, да је у Кини уобичајено да се деца лече интравенском применом антибиотика уз истовремену примену лечења кинеским биљем са циљем да се традиционални лекови супротставе нуспојавама које могу настати дејством антибиотика и појачају имунски систем детета.
Теоретске поставке Традиционалне кинеске медицине могу се поделити на седам главних учења, од којих је свако неодвојиви део јединствене теорије кинеске медицине:
1. Концепција „У—син“ ,
2. Концепција „Јин—Јанг“ ,
3. Учење о енергији „Чи“,
4. Учење о „Цин—Ло“, о везама (мередијанима)у организму,
5. Учење „Џан—Фу“, о густим и шупљим унутрашњим органима,
6. Класификација синдрома обољења,
7. Узроци и механизми развоја болести.

## Разлике између западне и источне медицине
Док је за западну медицину карактеристичан материјалистички приступ људском телу у коме се акценат ставља на лечење физичких и физиолошких промена у телу и његовим органима, традиционална кинеска медицина више пажње посвећује унутрашњим функцијама органа и своју идеалистичку концепцију заснива на животној енергији.
За западну медицину је карактеристична примена уско-специјалистичког начина лечења у коме је дијагноза болести главна водиља која усмерава облике и начине лечења, дотле је традиционални кинески систем лечења у својој суштини холистички - јер на људски организам гледа као на целину, као неодвојиви део Васионе који функционише према њеним законима. Зато се у традиционалном кинеској медицини одређује тип поремећаја равнотеже, а не дијагноза болести.
„Источна медицина третира људско здравље као способност организма да одржава равнотежу и интегритет. Човек је део микрокосмоса кога окружује Васиона у којој делују исте силе на којима се заснива мискрокосмос. Човек је део целине. Како органи тела међусобно бивају у интеракцији, тако човек бива у интеракцији са природом. Западна медицина не узима у обзир духовни свет човека, за источну медицину дух је у равнотежи са телом, болесно тело се поистовећује са болесним духом“.
Оно што посебно издваја традиционалну кинеску медицину од западне је тзв. хербална медицина и примена модерних дијететских препарата базираних на принципима кинеске традиционалне медицине који могу да помогну онима који су се разболели, али и онима који желе да одрже виталност и здравље, и који су данас широко прихваћени готово у целом свету.

## Основе кинеске медицине
Традиционална кинеска медицина је на веома високом степену развоја, мада је њихова медицинска теорија понекад пуна филозофских спекулација вере које су често и бесмислене. Темељна идеја те медицине је кинеско веровање у постојање јединства између микрокосмоса и макрокосмоса и одржавања здравља борбом двају природних принципа људског организма; мушког принципа »јанг« и женској »јин«. По њима ако превладава »јанг« то је знак здравље, а кад првладаваа »јин« говорило се о постојању болести.
Кинеска анатомија поштује исте принципе као и остале медицине света – јетра је мајка срца, бубрег је непријатељ срца ..., што упућује на помисао да су кинсеки лекари добро познавали сложене односе органа и њихових течности. Мада често наилазимо и на непотпуно разумљуве анатомске описе људског тела. Кроз пет хиљада година колико постоји традиционална кинеска медицина она је претрпела бројне промене, и ослобађања (чишћења) од теорија и метода који нису доносили резултате, тако да је данас прочишћена, и јасна.
Традиционална кинеска медицина у систему званом човек издваја четири основна нивоа: физичко тело, систем меридијана, емоције и психу. Болест по традиционалној кинеској медицини настаје у уму, при чему виши нивои утичу на ниже и на крају се реализују на материјалном нивоу. Ако оболи тело, обавезно се јавља и поремећај на нивоу психе и емоција.
Основни поглед на свет древних источних народа је дуалистичка космогонијска концепција две супротстављене силе: »Јин и јанг« које су првобитно настале из јединствене енергије Чи, под дејством првобитне материје Тај-чи, Тако је настала подела на светлу и лаку енергију »Јанг-чи« и мутну и тешку »Јин-чи«. Смењивање дејства пасивних сила (»јин«) и активних сила (»јанг«) је у основи свих процеса у природи. Интеракција »јин« и »јанг« рађа пет главних елемената (главних принципа) који су основа свих ствари и природних стања: »Вода«, »Ватра«, »Дрво«, »Земља« и »Метал«.
Концепција У-Син објашњава однос између човека и природе. Између пет главних елемената постоје међусобне везе које су потчињене теорији Јин-Јанг, главној стваралачкој вези која стимулише и деструктивној вези која кочи;
- Стваралачка веза (стимулише развој-производи интеракцију);
»Дрво« стимулише - рађа »Ватру« → »Ватра« стимулише - греје »Земљу« → »Земља« стимулише - рађа »Метал« →
»Метал« стимулише - даје »Воду« → »Вода« стимулише - храни »Дрво«.
- Деструктивна веза (кочи развој-савладава интеракцију);
»Ватра« покорава - топи »Метал« → »Метал« покорава - сече »Дрво« → »Дрво« покорава - рије корењем »Земљу« → »Земља« покорава (упија) »Воду« → »Вода« покорава - гаси »Ватру«.

Ови закони и циклуси делују у макрокосмосу, а сви делови макрокосмоса, или микрокосмоса у које спада и човек имају заједничку функционалну структуру. Главни елемент су симбол животних процеса који се одвијају у природи али и човеку. Свеукупно дејство ових утицаја чини хармонију која организам чини виталним, пуним енергије и здравим. Сваком главном елементу одговара један орган;
- Дрво (пролеће, ветар, зелено, кисело, бес) представљени су јетри и жучнеој кеси,
- Ватра (лето, топлота, црвено, горко, радост) односи се на срце и танко црево,
- Земља (крај лета, влажност, жуто, слатко) односи се на слезину и желуидац,
- Метал (јесен, сувоћа, бело, љуто туга) односи се на плућа и дебело црево,
- Вода (зима, хладно, црно, слано, страх) односи се на бубреге и мокраћну бешику.

Источна медицина се јако мало бавила анатомијом и физиологијом у оном облику у којем је то чинила класична ортодоксна медицина, јер је примарно тежила да открије везе и међусобне односе унутар организма и међусобне везе између њега и Космоса.
Концепција »Јин-јанг« подразумева учење о два супротна начела, Било који објекат, појава, укључујући човека и васиону, имају своје законитости развоја. На кинеском »Тао« је пут којим иде природа. »Тао« обухвата све што постоји и може постојати. Земља и небо, дан и ноћ, светлост и тама - то су манифестације »Тао« .» Тао« је редослед кретања и развоја сваког процеса у Васиони. Између макро-и микорокосмоса нема разлике, нема поделе, то је јединство свих ствари-Васионе и човека, људског тела и мисли, на њему се заснива концепција развоја тела и духа и њиховог хармоничног јединства. Сваки човек има свој индивидуални пут и сваки пут је јединствен, основни задатак сваког човека је да изабере свој пут и следи га. „Ако се човек држи свог животног пута, Тао ће се испољавати кроз човека. Као јединствени принцип, Тао се дели и рађа две силе: Јин и Јанг, зато Тао представља динамику процеса Јин и Јанг, то су две супротности сваког процеса или појаве, свуда и у свему су присутна два начела, два антипода, њихово међусобно деловање и смењивање обезбеђује процес развоја. Такође Јин и Јанг нису дати једном заувек, имају своје процесе унутрашњег развоја, у Јину се налази Јанг и обрнуто, међусобна веза је прожимајућа и ствара хармонију!“
Међусобно делујући и развијајући се, Јин и Јанг рађају најфиније енергетске токове-животну енергију Чи. Чи је око нас и унутар нас. Стално се мења следећи природне законе, смену дана и ноћи, годишње доба, месечеве фазе, кретање планета. Енергија Чи повезује Јин и Јанг и њеном контролом постиже се хармонија.

### Концепција супротстављених сила
Теорија супротстављених сила заузима централно место у традиционалној кинеској медицини. Концепција две супротстављене силе: Јин и Јанг које су првобитно настале из јединствене енергије Чи произашла је из основних погледа на свет древних кинеза. Теорија Јин-Јанг заузима централно место у кинеској традиционалној медицини, у којој је главни задатак лечења успостављање поремећеног баланса (равнотеже) Јин-Јанг или према нашим схватањима успостављање хомеостазе и стимулације имунског система. Свако физичко или психичко стање код кога се запажа „вишак“ у односу на норму спада у Јанг стање, а сваки „мањак“ у Јин стање. 
До оболевања може да дође због снижавања унутрашњег Јина или Јанга, чиме се губи контрола над супротним принципом. Зато код Јанг синдрома треба деловати умирујуће, док је Јин потребно стимулисати.
 „Ево једног примера: намирнице које спадају у Јанг су: кромпир, бели лук, целер, говедина, овчетина, плетина, кравље млеко, брашно, вино, шећер, јаја, зелени чај, целер, бибер, банана, крушка итд Намирнице које спадају у Јин су: грашак, тиквица, парадајз, шаргарепа, краставац, спанаћ, печурке, просо, свињетина, шаран, вода, со, смуђ, бресква, шљива, лимун итд Лети треба јести храну која је више Јин, зими ону којаје више Јанг. Многи стручњаци за макробиотику препоручују да се не употребљавају више од две Јин намирнице истовремено јер може иззвати депресију, растројеност, рањивост, а превише Јанг хране може донети напрегнутост, грозничавост, раздражљивост“

## Облици лечења
Традиционална кинеска медицина своје лечење углавном заснива на примени: великог броја биљних лекова, акупунктури, лечење исхраном и туи на масаже.

### Лечење биљем
Традиционална кинеска медицина, ставља јак нагласак на примену биљака у медицини, јер се биљке могу конзумирати свакодневно. Биљни препарати се обично примењују у облику таблета или обрађених производа, (екстракти, капсуле, таблете, тинктуре, или прашак). Овакав начин примене је у супротности са применом сировог или сушеног облика биљака који више користе неформални и старији практичари.
Биљке су у Традиционалној кинеској медицини подељене у осам основних група, зависно од тога који се циљ жели постићи њиховом применом у лечењу. Претходно се дијагностиком одређује да ли се код пацијента жели изазвати знојење, да ли је потребно хармонизовати чи или га ојачати, да ли је у систем меридијана ушао ветар па га треба поново истерати или треба ли куе стимулисати на бољу циркулацију.
Свака биљка у Традиционалној кинеској медицини има вишеструко дејство и поседује одређене особине основу којих се оне разврстава на следећи начин:
- Према укусу - слано, слатко, горко, кисело и љуто. [б]
- Према температурном дејству, биљке су систематизоване у пет група; јако хладно, хладно, умерено, топло и вруће.
- Према површини на коју делују, биљке се дале на оне које делују на површини тела или оне које делују у дубоким слојевима организма.
- Према функционалном дејству. свака лековита биљка делује у одређеном функционалном подручју што се мора имати у виду приликом прописивања и употреби биља.
- Према деловима биљке. Различити делови исте биљке имају и различито дејство у организму. зато се при прописивању мора увек обратити пажња на то да ли се за лечење одређеног поремећаја користи корен, стабљика, листови или цвет.

Традиционална кинеска медицина је до сада систематизовала и проучила око 3000 биљака, док се у свакодневној употреби у Кини налази око 350-400 биљака. Једна од најпознатијих биљака је засигурно гинсенг. Та биљка развија своје пуно деловање у функционалном подручју желуца и слезине, односно плућа, јачајући „чи“. По свом температурном деловању више је неутралне природе.
Током низа година кинески су лекари разрадили тзв. класичне рецептуре које се и данас налазе у употреби и чине основу преписивања рецепата. Према потреби те се рецептуре прилагођавају сваком пацијенту додавањем или изузимањем одређених биљака.
У Традиционалној кинеској медицини биљни режими се примењује и у терапији многих тешких болести као што су тумори и болести срца. Комбинација биљак се обично користе за смањење нежељених дејства хемотерапије и побољша функционисање имунског система у болесника са тумором или за побољшање срчаних функција и функција крвотока код кардиоваскуларних болести. Остале комбинације биљних лекова се користе у лечењу дијабетеса, инфекција и многих других болести.

### Акупунктура
Практична принмена акупунктуре вероватно датира из каменог доба, што је документовано налазима камене игле. Такође, на пронађеним хијероглифима и другим документима који датирају из династије Шанг (1600-1100. п. н. е.) приказана је примена акупунктуре и лечење топлотом. Када је акупунктура (и лечење биљним лековима) интегрисано у оквиру медицинске теорије и праксе тешко судити.
Акупунктура се базира на учењу да је човек, као и свако живо биће, испуњено животном енергијом Ки (chi), која кружи по телу одређеним путевима или меридијанима. Несметани ток виталне енергије предуслов је енергетске равнотеже и психофизичког здравља организма. Различити спољашњи фактори (негативна зрачења, хладноћа, повреде, бактерије), као и унутрашњи (негативне емоције, стрес, бес, туга), могу изазвати неравнотежу. Тада ће се пореметити или зауставити проток Ки енергије, што ће узроковати поремећаје у психофизиолошки функционисању организма, а може довести и до болести. Према овом учењу, поремећени или прекинути ток виталне енергије може се поново успоставити убадањем игала на одређене тачке које се налазе изнад линија, односно „меридијана“, чиме се поново успоставља равнотежа, или здравље организма.
Сваки меридијан има почетак у неком органу, који се често назива унутрашњим делом меридијана. Неки од њих својим током долазе у релативно површинске слојеве, док други остају у дубљим слојевима. У људском телу постоји 14 меридијана (2 главна која пролазе предњим делом тела по средини од врха темена до међице, и задњим делом тела уз кичму од међице до врха темена и 12 основних меридијана названих по органима за које се везују) и 361 класична акупунктурна тачка. Сваки меридијан одговара одређеном функционалном подручју. Меридијани органа се грубо деле на меридијане шаке и меридијане стопала, или канале Јин и Јанг. На сваком уду се налази почетак по три канала. Са руке полазе три Јин канала (плућа, перикард, срце) и три Јанг канала (дебело, танко црево, троструки грејач/Сан Јиао). Са ноге полазе три Јин канала (слезина, јетра, бубрег) и три Јанг канала (желудац, жучна кеса, мокраћна бешика). Ки тече дуж канала унутрашњим и спољашњим путевима који се рефлектују на кожи пацијента.
Акупунктурне тачке омогућавају да се убадањем металним иглама регулише енергетски ток у одређеном функционалном подручју. Убадањем игала у те тачке поново се успоставља проток енергије тамо где је он поремећен или прекинут, а тако се успоставља равнотежа у целокупном људском организму. Новија истраживања указала су на присуство електронадражљивости споменутих тачака. По модернијој теорији провокацијом тачака постиже се излучивање ендорфина, окситоцина који ублажавају бол. Несумњиво је да се при томе активира део мозга под називом лимбус.
Остала дејства акупунктуре се објашњавају и деловањем ових система:
- Неурохуморалниог (нервног система), који укључује централне неурохуморалне и неуропептидне механизме, периваскуларну симпатички активацију и периферна аферентна нервна влакна.[21]
- Циркулаторног, који преноси биомолекуларне елементе локално и централно, који узрокују промене у ћелијама акупунктурном стимулацијом.[22][23]
- Лимфног, који служи као „медијум“ за лимфну циркулацију дуж фасција и периваскуларног интерстицијског простора,
- Електромагнетског или биоинформатички систем, који активиран акупунктурном стимулацијом делује на статички електрицитет на површини ћелија, и на јонску миграцију у међућелијској течности.

### Лечење храном
Како кинеска медицина има холистички поглед на тело и на дух, она сматра да је хране један од факторе чији утицај унутар тела истовремено са осталима треба посматрати. И у дијагностици и у терапеутском делу се инсистира на томе да је организам једна целина и не само да је целина унутар себе, већ да је блиско повезан са природом, па се кроз унету храну уноси и део природе као микросистем који одражава макросистем комплетног космоса, тако да сва правила која важе у космосу важе и у нашем телу.
Зато се у Кини води рачуна која храна се једе зими, а која лети и да у односу на промене у природи и човек мора да  прилагођава своју исхрану, како у циљу превенције тако и у циљу лечења.

### „Туина“
Туина, (кин: 推拏, 推拿, tuīná) је један од облика лечења који примењује Традиционална кинеска медицина, а која своје дејство испољава применом мануелог притиска терапеута на акупунктурне тачке, меридијане и групе мишића или нерава, чиме се постиже „уклањање блокада“ која спречава слободан проток „чи енергије“. Отклањањем споменутих „блокада“, у организам се враћа равнотежа, што доводи до побољшања здравља и повратка виталности.
„Туина је најприкладнија за ублажавање хроничних болова, поремећаја мишићно-коштаног система и стреса повезаног с поремећајима који утичу на органе за варење или респираторни систем. Туи на третира и болове у врату, раменима, леђима, ишијас и тениски лакат. Међутим, будући да Туина побољшава и обнавља проток „чи енергије“, третман често повољно делује на цело тело, а не само на одређена подручја“.

## Штетни ефекти КММ
Иако све кинеске материје медике (КММ) потичу из природе, неке супстанве које користи ТКМ у интервенцијама има истовремено терапеутске ефекте и нежељене или штетне ефекте, што је утврђено у рандомизованим контролисаним испитивањима.  Контролисана испитивања метода традиционалне кинеске медицине (ТКМ) могу  се поделити на пет врста:
1. Нежељени ефекти по  одговарајућим принципима и смерницама ТКМ, као што су токсичност (акутна и хронична) и алергија;[4]
2. Нежељени ефектиуслед неправилне употребе без поштовања ТКМ принципа, укључујући без поштовања ТКМ терапијских принципа, превелике дозе, неправилне методе обраде и припреме, неправилна стратегија формуле, итд;
3. Нежељени ефекти због контаминације у ЦММ, као што су контаминација тешким металима и пестицидима у кинеским интервенцијама на биљној медицини и намерно или ненамерно загађење лековима;
4. Нежељени ефекти због замене ЦММ-а;
5. Нежељени ефекти због интеракције лекова и биљака.

Нежељени ефекте ТКМ треба правилно третирати. Прецењивање или потцењивање нежељених ефекта интервенција ТКМ донеће погрешну поруку пацијентима и пружаоцима здравствених услуга. Да би корисници услуга ТКМ имали свеобухватниу слику о безбедносном питању у  извештајима након стандардизованиј испитивања ТКМ треба навести   специфичну процену исхода примене метода ТКМ, са акцентом на нежељене ефекте  и тумачење узрока појаве нежељених ефекта.

## Проверљивост
Медицина заснована на доказима (ЕБМ), интегришући појединачну клиничку експертизу са најбољим доступним клиничким доказима из систематских истраживања, последњих година је успостављена као стандард савремене медицинске праксе за већу ефикасност и сигурност лечења.
Традиционална кинеска медицина (ТКМ), с друге стране, еволуирала је као систем медицинске праксе из древне Кине пре више од 2000 година заснован на емпиријском знању као и на теоријама и концептима који тек треба да се мапирају научним еквивалентима.
Упркос све већој употреби ТКМ и препознавању његових терапијских благодати широм света, недостатак чврстих доказа из перспективе ЕБМ омета прихватање ТКМ од стране западне медицинске заједнице и његову интеграцију у главну здравствену заштиту.
Да би ТКМ постала саставна компонента светског здравственог система, тако да се њене користи могу рационално искористити у најбољем интересу пацијената, неопходно је да ТКМ докаже своју ефикасност и сигурност доказима на високом нивоу у складу са ЕБМ-ом, односно да се применом метода медицина заснована на доказима (ЕБМ) провери и докаже  валидност и изводљивост  њене традиционалне праксе.
Неки закључци изведени из објављених рандомизираних контролисаних испитивања немају практичну вредност за примену у реалним клиничким условима, а такође постоје одређена ограничења у уопштавању резултата прагматичног рандомизираног контролисаног испитивања. У том смилу у неким земљама су спроведене студије из стварног света  како би се истражиле ефикасност и безбедност клиничких интервенција или постмаркетиншких лекова, што је нова тенденција у клиничким истраживањима места и улоге ТКМ.

## Правна регулатива
Многе владе су донеле законе за регулисање праксе ТКМ.

### Аустралија
Од 1. јула 2012. пракса кинеске медицине мора бити регистрована у складу са националном шемом регистрације и акредитације код Кинеског одбора за медицину Аустралије и испуњавати стандарде регистрације Одбора да би практиковали у Аустралији.

### Канада
ТКМ је регулисан ау пет провинција у Канади: Алберта, Британска Колумбија, Онтарио, Квебек и Њуфаундленд и Лабрадор.

### Кина
Национална управа за традиционалну кинеску медицину је створена 1949. године, која је затим апсорбовала постојеће ТКМ управљање 1986. године са великим променама 1998.
Стални комитет кинеског Националног народног конгреса усвојио је први закон о ТКМ 2016. године, који је ступио на снагу 1. јула 2017. године. Нови закон је стандардизовао ТКМ сертификате тако што је захтевао од ТКМ практичара да (и) положе испите које администрирају ТКМ власти на провинцијском нивоу и (ии) добију препоруке од два сертификована практичара. Производи настали по рецептима традиционалне кинеске медицине и услуга могу се оглашавати само уз одобрење локалних власти задужених за ову област.
ТКМ препарати спремни за употребу, познати и као кинески патентирани лекови, регулише Национална администрације за медицинске производе (и ранија организација ЦФДА) слично препаратима који се користе у модерној медицини од 1984. године. Праг за давање дозволе је међутим, много нижи него за лекове засноване на модерним/не-ТКМ принципима; правила дозвољавају изостављање клиничког испитивања у различитим околностима. Од 2025. године, најновија (2020.) правила дозвољавају поједностављену процедуру за препарате изведене из одобрене листе „класичних рецепата“.
Државни здравствени систем покрива бројне процедуре и припреме ТКМ. У 2021. години укупно је 7114,5 милијарди јуана потрошено је на здравство, што је 6,59% годишњег националног БДП-а. Од тога је 1111,5 милијарди јуана отишло на покриће трошкова повезаних са препаратима ТКМ (0,97% националног БДП-а), а 592,4 милијарде јуана за покривање конвенционалних лекова.

### Хонгконг
Током британске владавине, практиканти кинеске медицине у Хонг Конгу нису били признати као „лекари“, што значи да нису могли да издају лекове на рецепт, дају ињекције, итд. Могли су да се региструју и управљају ТКМ-ом као „травари“. Кинески медицински савет Хонгконга основан је 1999. године. Он регулише једињења и професионалне стандарде за ТКМ практичаре. Сви практичари ТКМ у Хонг Конгу морају се регистровати у савету. Подобност за регистрацију укључује признату 5-годишњу универзитетску диплому ТКМ, минимално 30 седмица надгледане клиничке праксе и полагање испита за лиценцирање.
Тренутно, одобрене институције кинеске медицине су ХКУ, ЦУХК и ХКБУ.

### Макао
Влада португалског Макаа се ретко мешала у послове Кинеза, укључујући и прописе о праксе које се тичу традиционалне кинеске медицине. У Макау је током колонијалног периода било неколико апотека са медикаментима насталим у оквиру традиционалне кинеске медицине. Током 1994. године португалска влада Макаа објавила је Уредбу-Закон бр. 53/94/М који је званично почео да регулише тржиште ТКМ. Након суверене примопредаје, Влада САР Макао је такође објавила прописе о пракси ТКМ. 2000. године, Универзитет науке и технологије у Макау и Универзитет традиционалне кинеске медицине у Нанџингу основали су Макао колеџ традиционалне кинеске медицине како би понудили дипломски курс кинеске медицине.
Током 2022. године, нови закон који регулише ТКМ, Закон бр. 11/2021, ступио је на снагу. Истим законом је укинут и Уредба-закон бр. 53/94/М.

### Индонезија
Све традиционалне лекове, укључујући оне из ТКМ, регулише Уредба министра здравља Индонезије из 2013. о традиционалној медицини. Лиценца за традиционалну медицину (Surat Izin Pengobatan Tradisional – SIPT) се додељује практичарима чије су методе признате као безбедне и могу бити од користи за здравље. Клинике за ТКМ су регистроване, али за то не постоји изричит пропис. Једина метода ТКМ која је прихваћена медицинском логиком и која је емпиријски доказана је акупунктура. Акупунктуристи могу добити СИПТ и учествовати у раду здравствених установа.

### Јапан
Према модерном јапанском медицинском закону, могуће је да лекари изводе акупунктуру и масажу, али пошто постоји посебан закон у вези са акупунктуром и масажом, ове третмане углавном спроводе терапеути за масажу, акупунктуристи и практичари моксибусције.

### Кореја
Према Закону о медицинској служби (의료법/醫療法), оријентални лекар, чија је обавеза да води оријентални медицински третман и даје смернице за здравље на основу оријенталне медицине, третире се на исти начин као лекар или стоматолог. Корејски институт за оријенталну медицину је врхунски истраживачки центар ТКМ у Кореји.

### Малезија
Парламент Малезије је 2012. године усвојио Предлог закона о традиционалној и комплементарној медицини којим се успоставља Савет за традиционалну и комплементарну медицину да региструје и регулише практичаре традиционалне и комплементарне медицине, укључујући практичаре ТКМ, као и друге практичаре традиционалне и комплементарне медицине, попут оних у традиционалној малајској медицини и традиционалној индијској медицини.

### Холандија
У Холандији не постоје посебни прописи о ТКМ; Влада Холандије није ни забранила нити признала ТКМ. Кинеско биље, као и кинески биљни производи који се користе у ТКМ-у, класификовани су као храна и додаци исхрани и могу се увозити у Холандију, као и пласирати на тржиште без икакве регистрације типа или обавештења влади.
Нека приватна здравствена осигуравајућа друштва надокнађују одређени износ годишњих трошкова акупунктурних третмана, што зависи од врсте полисе осигурања, јер ове третмане не покривају све полисе осигурања и да ли је акупунктуриста члан или није члан једне од професионалних организација које су признате од приватних здравствених осигуравајућих друштава. Признате професионалне организације за ТКМ у Холандији укључују: Nederlandse Vereniging voor Acupunctuur (NVA), Nederlandse Artsen Acupunctuur Vereniging (NAAV), ZHONG, (Nederlandse Vereniging voor Traditionele Chinese Geneeskunde), Nederlandse Beroepsvereniging Chinese Geneeswijzen Yi (NBCG Yi) као и Wetenschappelijke Artsen Vereniging voor Acupunctuur in Nederland (WAVAN).

### Нови Зеланд
Иако не постоје стандарди или зкаонски оквири за примену ТКМ на Новом Зеланду, 1990. године акупунктура је укључена у Закон о државној корпорацији за компензацију у случају незгоде (ACC). Ово укључивање је омогућило квалификованим и професионално регистрованим акупунктуристима да обезбеде субвенционисану негу и лечење грађанима, становницима и привременим посетиоцима за повреде на раду или спорту које су се догодиле на и на територији Новог Зеланда. Два тела за регулисање акупунктуре и стицање статуса пружаоца ACC третмана на Новом Зеланду су Акупунктура НЗ и Управа за стандарде акупунктуре Новог Зеланда.

### Сингапур
Закон о практиковању ТКМ-а усвојио је Парламент 2000. године, а Одбор практичара ТКМ-а је основан 2001. године као одбор при Министарству здравља, да региструје и регулише појединце који се баве ТКМ. Услови за регистрацију обухватају поседовање дипломе или степена ТКМ образовне институције/универзитета на листи објављених у новинама, било структурирану клиничку обуку ТКМ у одобреној локалној ТКМ образовној институцији или страну ТКМ регистрацију заједно са надгледаним ТКМ клиничким прилогом/праксом у одобреној локалној ТКМ клиници, и након испуњавања ових услова, полагање регистрације у оквиру званичних сингапурских институција.
Технолошки универзитет Нанианг је 2024. године понудио четворогодишњи програм студија кинеске медицине, који је први локални програм који је акредитовало Министарства здравља.

### Тајван
На Тајвану, ТКМ практичари су лекари и регулисани су Законом о лекарима. Они поседују овлашћење да самостално дијагностикују медицинска стања, издају рецепте, издају традиционалну кинеску медицину и прописују различите дијагностичке тестове укључујући рендгенске снимке, ЕКГ и тест крви и урина.
Према важећем закону, они који желе да се квалификују за испит из кинеске медицине морају имати 7-годишњу универзитетску диплому из области кинеске традиционалне медицине.
The National Research Institute of Chinese Medicine, установљен 1963. је највећи истраживачки центар за ову врсту медицине на Тајвану.

### Сједињене Америчке Државе
Од јула 2012. године, само шест држава нема закон који би регулисао професионалну праксу ТКМ: Алабама, Канзас, Северна Дакота, Јужна Дакота, Оклахома и Вајоминг. Од 1976. године, Калифорнија је основала Одбор за акупунктуру и постала прва држава која је лиценцирала професионалне акупунктуристе.